# Maserati MC20
Maserati MC20 är en sportbil som den italienska biltillverkaren Maserati presenterade i september 2020.